# كمثرى
الكُمَّثرَى وواحدته كُمَّثرَاة ، أو الإجَّاص (في الشام والمغرب العربي) أو إِنْجاص أو اجاص الوردية او العَرْمُوط كما في العراق وحلب، هو نوع نباتي من جنس الكمثرى من الفصيلة الوردية.

## الموطن والانتشار
موطنه تركيا والقوقاز وكل مناطق أوروبا من اليونان والبلقان إلى إسبانيا وشمالاً من هولندا وبلجيكا إلى روسيا (باستثناء إسكندنافيا وبريطانيا والبرتغال).

## الإزهار والإثمار
تحمل الكمثرى معظم أزهارها طرفيا على دوابر كما في التفاح والقليل منها يحمل جانبيا على أفرع من عمر سنة من براعم مختلطة. إذ يبدأ التمايز الزهري كما في التفاح في الصيف السابق لتفتح البراعم المختلطة في الربيع التالي. تحتاج معظم أصناف الكمثرى إلى التلقيح الخلطي لإنتاج محصول تجاري، مما يستلزم زراعة صنفين متوافقين من اصناف الكمثرى في البستان الواحد، مثل اصناف بارتلت (Bartlett) وونتر نيلز winter nelis)). وقد تعقد بعض أصناف الكمثرى بكريا (دون تلقيح) وفي هذه الحالة تنتج ثمارا عديمة البذور كما في صنف بارتلت تحت ظروف مناخية معينة مثل دف الجو في أثناء الإزهار وعقد الثمار، كما أن بعض أصناف الكمثرى ذاتية الإثمار مثل اصناف بوسك (bosc) وآنجو (Anjou) تزداد إنتاجيتها بالتلقيح الخلطي. وتنمو ثمارها خلال الربيع والصيف، وتنضج في الخريف. وتختلف الكمثرى عن التفاح في أن أصنافها لا تميل (للمعاومة) كما في التفاح، ولذا فان خف الثمار في كثير من الأحيان غير ضروري ما لم يكن عقد الثمار غزيرا.

## الاحتياجات البيئية
- المناخ: تختلف اصناف الكمثرى في احتياجاتها من البرودة الشتوية، إلا أنه يراعى زراعتها في المناطق ذات الشتاء البارد لاحتياجاتها لدرجات الحرارة المنخفضة التي تقدر بألف ساعة تحت (7 م حسب الصنف) بغرض كسر طور السكون الفسيولوجي في البراعم الخضرية والبراعم المختلطة. كما يعمل الشتاء القارص (لأقل من 29 م) على موت الأشجار، ويؤدي الصقيع المتأخر (وقت الإزهار) إلى موت الأزهار. وللحصول على ثمار كمثرى عالية الجودة يلزم صيف دافئ جاف.
- التربة: تجود أشجار الكمثرى في الأراضي العميقة الخصبة جيدة الصرف والتهوئة. ويمكنها تحمل الأراضي الكلسية.

## الإكثار
تُكثر الكمثرى بالتطعيم والتركيب على أصول بذرية أو خضرية بعد تنضيدها لإنتاج اشتال بذرية ثم تطعيمها بالصنف المطلوب. أثبتت التجارب العلمية نجاح استخدام الزعرور كأصل للكمثرى من صنف بارتلت (بالإنجليزية: Bartlett)‏ ويمكن تجذير عقل السفرجل أو ترقيدها ثم تطعيمها بالأصناف المطلوبة، ويجب أن يؤخذ بعين الاعتبار عدم التوافق بين أصل السفرجل وأصناف الكمثرى بارتلت وبوسك (bosc)وونتر نيلز
(winter nelis)وفي هذه الحالة، يجب إجراء التركيب المزدوج (double working grafting) وذلك بتطعيم أصل السفرجل بالكمثرى الاولد هوم (old home)أو هاردي ((harde. ثم تطعيم هذين الاخرين بصنف الكمثرى المطلوب، ويتصف أصل السفرجل بأنه أصل مقزم، كما أن أصل الزعرور أكثر تقزيما وأكثر مقاومة للجفاف ويعد أصل الكمثرى الكاليريانا (calleryana) مقاوما لمرض اللفحة النارية (fire bligfht), بينما يعد أصل بيتو ليفوليا (betulaefolia) مقاوما لمرض تدهور الكمثرى (pear decline).

## مسافات الزراعة
تختلف مسافات الزراعة في الكمثرى حسب الأصل المستخدم إذ تقصر عند استخدام أصل السفرجل والزعرور لتصبح (4×4م) بالطريقة المربعة وتزداد لتصبح (5-6م) بالطريقة المستطيلة عند استخدام اصول الكمثرى البذرية.

## الآفات
تجري عمليات مكافحة الآفات التي من أهمها المن وحفار الساق وبسيلا الكمثرى ودودة الثمار وثاقبة البراعم، كما يجب إجراء عمليات الوقاية والمكافحة اللازمة لامراض اللفحة النارية وتدهور الكمثرى والجرب.

## النضج والجني
تقطف ثمار الكمثرى بعد وصولها مرحلة النضج مع بقائها صلبة قاسية إذ انه يتم استكمال إنضاجها في مخازن درجة حرارتها (20_21 سْ) ورطوبة 85 % مدة (10_12)يوم ويجب مراعاة عدم ارتفاع درجة الحرارة في أثناء الإنضاج حتى لا يؤثر ذلك في مظهر الثمار ونكهتها.ويمكن تخزين ثمار الكمثرى المقطوفة بعد وصولها مرحلة النضج وقبل أن بتم استكمال إنضاجها وفي هذه الحالة تحفظ الثمار على (_1 سْ) ورطوبة (90_95%) مدة تتراوح بين (3-4) شهور تبعا للصنف، بعدها يمكن إنضاج الثمار كما ذكر سابقا.

## الأصناف
هنالك اصناف عديدة للكمثرى أهمها:
1. وليامز أو بارتلت Williams, Bartlett: أشجاره قائمة النمو تميل للحمل المنتظم، ثمارها صفراء عند النضج بخد أحمر وهي حلوة المذاق.
2. كونفرانس conference: أشجاره متوسطة النمو، وثماره متوسطة إلى كبيرة الحجم بقشرة صفراء وبقع بنية، ومتوافق مع أصل السفرجل بعكس وليامبز.
3. كوشيا coscia: أشجاره قائمة وثماره متوسطة الحجم بلون أصفر ذهبي، وهو مثمر ذاتيا ولا يحتاج إلى تلقيح خلطي.

ومن الأصناف الأخرى ريدسنيشن red sensation، وهارفست كوين harvest queen وكومس comise وسبادونا spadona وغيرها.